# Гударахи
Гударахи (груз. გუდარახი) — село в Грузии, на территории Душетского муниципалитета края (мхаре) Мцхета-Мтианети.

## География
Село находится в северо-восточной части Грузии, на правом берегу реки Пшавская Арагви, на расстоянии приблизительно 32 километров (по прямой) к северо-востоку от города Душети, административного центра муниципалитета. Абсолютная высота — 1000 метров над уровнем моря.

## Население
По результатам официальной переписи населения 2014 года в Гударахи проживало 2 человека (1 мужчина и 1 женщина). В национальном составе грузины составляли 100 %.
| Год  | Население, человек |
| ---- | ------------------ |
| 2002 | 8                  |
| 2014 | ↘ 2                |